# Sibir-Flug 1812
Sibir-Flug 1812 war ein Charterflug der russischen Fluggesellschaft Sibir (Siberia Airlines, heute S7 Airlines) von Tel Aviv nach Nowosibirsk, der am 4. Oktober 2001 über dem Schwarzen Meer von einer Boden-Luft-Rakete der ukrainischen Marine abgeschossen wurde. Alle 78 Menschen an Bord kamen dabei ums Leben. Die meisten waren Israelis, die ihre Verwandten in Russland besuchen wollten.

## Hergang
Flug 1812 startete um 10 Uhr Ortszeit vom Flughafen Ben Gurion in Richtung Nowosibirsk-Tolmatschjowo. Die Maschine vom Typ Tupolew Tu-154 flog in einer Höhe von etwa 11.000 m (36.000 Fuß, FL360) über dem Schwarzen Meer. Um 11:44 Uhr verlor die zuständige Luftraumüberwachung in Sotschi den Kontakt zu der Tu-154. Um 12:03 Uhr meldete Garik Ovanisian, der Kapitän einer armenischen An-24, eine erste Explosion neben einem Flugzeug in der Luft und eine zweite Explosion dort, wo das Flugzeug in das Meer gestürzt war. Auf einem großen weißen Fleck brannte Öl. Ein Fluglotse der westsibirischen militärischen Flugsicherung sah einen leuchtenden Punkt, der sich rasch der Maschine näherte. Die militärische Flugsicherung kann mittels Überhorizontradar sehr große Distanzen überbrücken.
Die ukrainische Marine hielt im Schwarzen Meer u. a. Luftverteidigungsmanöver ab, während derer mit verschiedenen Boden-Luft-Raketen auf Zieldrohnen geschossen wurde. Eine 5W28-Rakete eines S-200M-Wega-M-Raketensystems verfehlte die Drohne, schaltete auf Sibir-Flug 1812 auf und explodierte etwa 15 m oberhalb des Flugzeugs. Das Flugzeug wurde schwer beschädigt und stürzte ungesteuert ins Schwarze Meer. Die Trümmer wurden über eine Fläche von etwa 18 km² verteilt und sanken zum Teil bis auf den Meeresgrund in etwa 2000 m Tiefe.

## Rettungsarbeiten
Unmittelbar nach dem Absturz begannen die Rettungs- und Bergungsarbeiten. Mehrere Schiffe, einschließlich des Forschungsschiffes Spassatel Prokoptschik, sowie Flugzeuge und Hubschrauber der russischen Rettungskräfte suchten die Unfallstelle nach eventuellen Überlebenden ab und bargen die Leichen sowie Trümmerteile. Fotos zeigten das abgebrochene Cockpit der Maschine.

## Untersuchung
Die Untersuchung des Unfalles ergab, dass eine Rakete des Systems S-300 die Zieldrohne vernichtet hatte, wodurch die ebenfalls dieses Ziel ansteuernde 5W28-Rakete nach einem neuen Ziel suchte und auf die Tupolew aufschaltete, also zum neuen Ziel machte. Die Explosion des Gefechtskopfes, etwa 15 m oberhalb des Flugzeuges, setzte eine Splitterwolke frei, die unzählige Löcher (mindestens 350 wurden bei der Untersuchung der Wrackteile gefunden) in den Rumpf und die Tragflächen des Flugzeuges riss.
Ein Vertreter des Herstellerwerkes in St. Petersburg sagte, dass es theoretisch denkbar sei, dass eine Rakete des Systems S-200 nach dem Verlust des Zielkontaktes auf ein anderes Ziel aufschalte, wenn dieses ein großes Radarecho aufweise und relativ langsam fliege. Dies sei aber in Tests nie vorgekommen.

## Reaktionen
Der russische Präsident Putin hielt in einer ersten Reaktion einen Terroranschlag für möglich und beauftragte den Sekretär des Nationalen Sicherheitsrates, Wladimir Ruschailo, mit der Untersuchung des Zwischenfalls. Der russische Generalstaatsanwalt Wladimir Ustinow leitete Ermittlungen wegen Terrorverdachts ein.
Israel untersagte sofort sämtliche Starts vom Flughafen Ben Gurion.
Die US-amerikanische Regierung gab bekannt, dass zur fraglichen Zeit, wenige Minuten vor dem Absturz, der Start einer Rakete aufgezeichnet worden war, vermutlich vom Typ S-200. Die Rakete sei von der ukrainischen Marine während eines Manövers gestartet worden.
Seitens der Ukraine erklärte Verteidigungsminister Oleksandr Kusmuk, die ukrainische Marine halte im Schwarzen Meer ein Manöver ab, es sei jedoch unmöglich, dass das Flugzeug von einer ukrainischen Rakete getroffen worden sei. Die ukrainische Marine habe alle erforderlichen Sicherheitsmaßnahmen getroffen, die Übungen hätten erst etwa anderthalb Stunden nach dem Absturz von Flug 1812 begonnen, und die Entfernung des Unfallorts sei größer als die Reichweite der verwendeten Raketen gewesen. Schließlich gab der ukrainische Präsident Leonid Kutschma am 13. Oktober 2001 eine Erklärung ab, in der er von einem „Zusammentreffen unglücklicher Umstände“ sprach und die vorläufigen Ergebnisse der Untersuchungskommission akzeptierte.
Der ukrainische Verteidigungsminister reichte seinen Rücktritt ein; er und zwei seiner Stellvertreter wurden entlassen. Das Gefechtsschießen mit den Systemen S-200, S-300 und Buk wurde in der Ukraine für sieben Jahre ausgesetzt.

## Kompensationszahlungen und Zivilprozesse
Aufgrund zwischenstaatlicher Vereinbarungen zahlte die Ukraine je 200.000 US-Dollar an die Familien der 38 russischen und 40 israelischen Opfer.
Mehrere Hinterbliebene verklagten die Ukraine auf Schadenersatz. Die Klagen wurden abgewiesen.
Im Jahr 2004 verklagte Sibir das ukrainische Verteidigungsministerium auf Schadenersatz wegen der Zerstörung der Tu-154M. Die Klage wurde 2012 von einem ukrainischen Gericht abgewiesen.